# Au (Svizzera)
Au (toponimo tedesco) è un comune svizzero di 8 481 abitanti del Canton San Gallo, nel distretto di Rheintal.

## Geografia fisica
Il territorio di Au si estende sul versante sinistro della valle del Reno, nella strozzatura ai piedi del monte Heldsberg.

## Storia
Nel 1447 gli appenzellesi distrussero la fortezza di Zwingenstein (o Twingenstain), situata sopra Au, che apparteneva alla corte imperiale di Lustenau (abitato sulla sponda destra del Reno, oggi comune austriaco), passata nel 1395 passò ai conti von Hohenems; nel 1490 i cantoni della Vecchia Confederazione acquisirono i territori sulla riva sinistra del Reno, riunendoli nel 1593 nella corte di Widnau-Haslach.

Au nel 1962

La corte di Widnau-Haslach fu suddivisa nel 1775 in quelle di Au, Widnau e Schmitter. Dopo il passaggio di proprietà prima ai conti di Harrach (1766-1776) e poi ai von Salis-Soglio (1782-1798), il comune di Au fu unito a quello di Berneck fino al 1805. Negli ultimi decenni del XIX secolo il territorio fu interessato dai lavori di correzione del tracciato dei fiumi Reno e Rietach e, nei primi decenni del XX secolo, da una significativa espansione (in particolare con l'edificazione di nuovi quartieri a Heerbrugg e Oberfahr), dovuta all'industrializzazione e alla conseguente immigrazione.

## Monumenti e luoghi d'interesse
- Chiesa parrocchiale cattolica della Natività della Beata Vergine Maria, eretta nel 1721 e ricostruita nel 1804 e nel 1924-1925[3];
- Chiesa riformata, eretta nel 1952[3].

## Società

### Evoluzione demografica
L'evoluzione demografica è riportata nella seguente tabella:
Abitanti censiti

## Geografia antropica
Le frazioni e i quartieri di Au sono:
- Haslach
- Hard
- Heerbrugg (che si estende anche nei comuni di Balgach, Berneck e Widnau)[5]
- Monstein
- Oberfahr

## Infrastrutture e trasporti

### Strade
Au è servito da un'uscita omonima sull'autostrada A13/E43 ed è attraversato dalla strada principale 13.

### Ferrovie

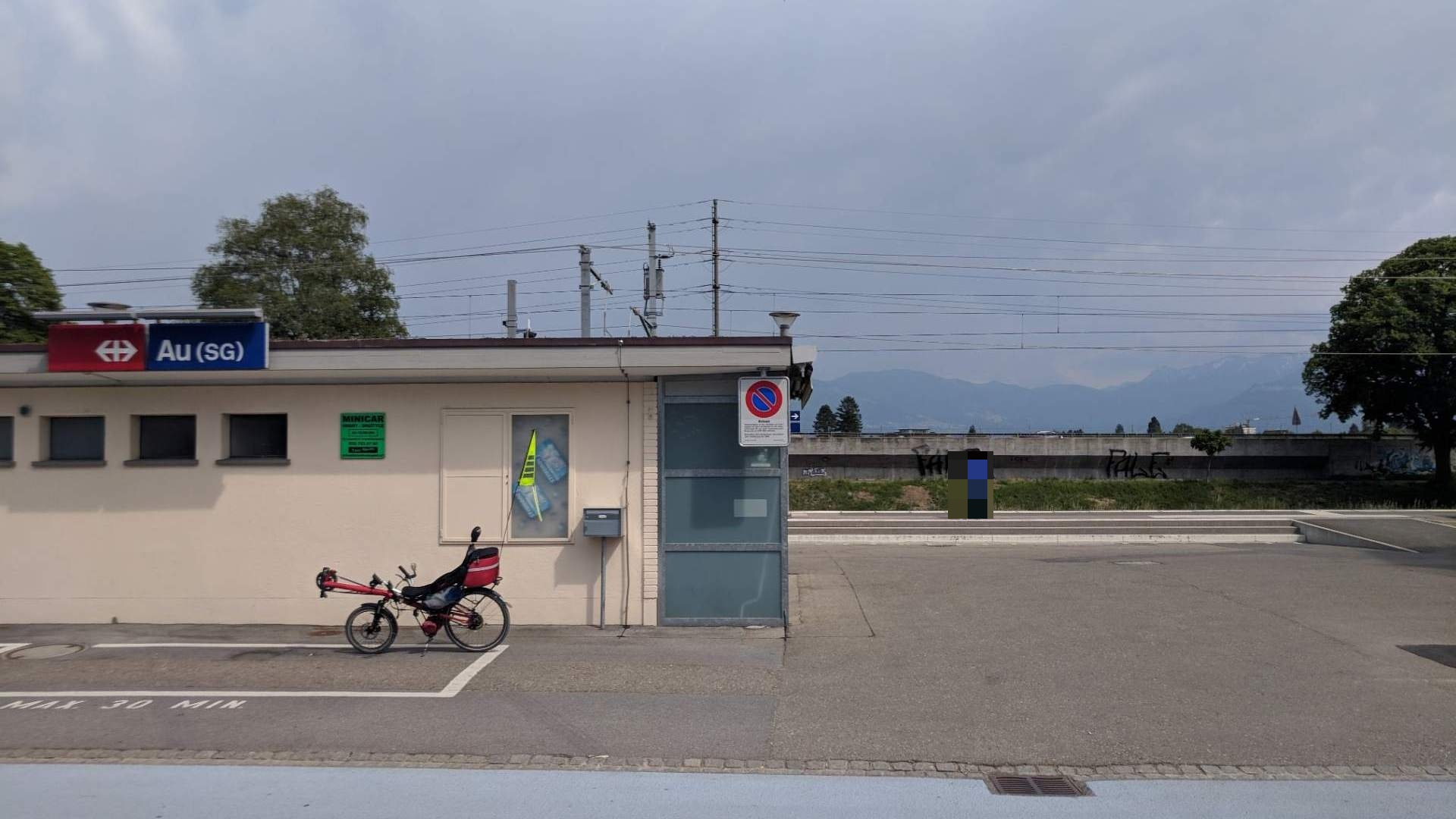
la stazione di Au

Au è servito dall'omonima stazione e da quella di Heerbrugg, entrambe sulla ferrovia Coira-Rorschach.